# Nakhon Ratchasima Football Club
Il Nakhon Ratchasima Football Club è una società calcistica thailandese con sede nella città di Nakhon Ratchasima. Milita nella Thai League 1, la massima divisione del campionato thailandese.

## Rosa attuale
| N. |                        | Ruolo | Calciatore            |
| -- | ---------------------- | ----- | --------------------- |
| 1  | Thailandia (bandiera)  | P     | Kampol Pathom-attakul |
| 2  | Thailandia (bandiera)  | D     | Adisak Hantes         |
| 4  | Thailandia (bandiera)  | D     | Chalermpong Kerdkaew  |
| 5  | Giappone (bandiera)    | D     | Satoshi Nagano        |
| 6  | Thailandia (bandiera)  | D     | Watchara Mahawong     |
| 7  | Thailandia (bandiera)  | C     | Sarawut Janthapan     |
| 8  | Thailandia (bandiera)  | C     | Metee Taweekulkarn    |
| 9  | Inghilterra (bandiera) | A     | Lee Tuck              |
| 10 | Spagna (bandiera)      | C     | Tyronne               |
| 11 | Thailandia (bandiera)  | D     | Kraikiat Beadtaku     |
| 14 | Zambia (bandiera)      | C     | Noah Chivuta          |
| 16 | Thailandia (bandiera)  | C     | Peerapat Peerakit     |
| 18 | Thailandia (bandiera)  | P     | Saranon Anuin         |
| 19 | Thailandia (bandiera)  | A     | Yuttana Ruangsuksut   |

| N. |                       | Ruolo | Calciatore             |
| -- | --------------------- | ----- | ---------------------- |
| 21 | Thailandia (bandiera) | D     | Sathaporn Dangsri      |
| 22 | Thailandia (bandiera) | A     | Natarid Thammarossopon |
| 24 | Thailandia (bandiera) | D     | Dantrai Longjamnong    |
| 26 | Thailandia (bandiera) | A     | Akarawin Sawasdee      |
| 28 | Thailandia (bandiera) | A     | Parinya Utapao         |
| 29 | Australia (bandiera)  | D     | Nick Ansell            |
| 30 | Thailandia (bandiera) | A     | Malek Yawahab          |
| 31 | Thailandia (bandiera) | D     | Nattawut Chanachan     |
| 32 | Thailandia (bandiera) | D     | Pralong Sawandee       |
| 36 | Thailandia (bandiera) | C     | Sarawut Masuk          |
| 38 | Thailandia (bandiera) | A     | Supot Jodjum           |
| 39 | Thailandia (bandiera) | D     | Woradorn Uun-ard       |
| 40 | Ghana (bandiera)      | A     | Dominic Adiyiah        |

## Palmarès

### Competizioni nazionali
- Thai League 2: 2

2014, 2023-2024

### Altri piazzamenti
- Thai League Cup:

Semifinalista: 2018